# گائتان اوآر
گائتان هارد (انگلیسی: Gaëtan Huard؛ زادهٔ ۱۲ ژانویهٔ ۱۹۶۲) بازیکن فوتبال اهل فرانسه است.
از باشگاه‌هایی که در آن بازی کرده‌است می‌توان به باشگاه فوتبال هرکولس، باشگاه فوتبال بوردو، باشگاه فوتبال لانس، و باشگاه فوتبال المپیک مارسی اشاره کرد.